# 糸貫站
糸貫站（日语：／ Itonuki eki */?）是位於岐阜縣本巢市見延，樽見鐵道的樽見線車站。車站編號為「TR08」。

## 歷史
- 1956年（昭和31年）3月20日 - 國鐵樽見線 大垣站至谷汲口站之間開通，此站啟用[1]。
- 1984年（昭和59年）10月6日 - 樽見線轉讓至樽見鐵道，成為樽見鐵道車站。

## 車站構造
車站是一座地面車站，設有1面1線的單式月台。月台上設有小型候車室。此站是無人車站。

## 利用狀況
| 年度               | 1日平均 乘車人次 |
| ------------------ | ---------------- |
| 2011年（平成23年） | 19               |
| 2012年（平成24年） | 20               |
| 2013年（平成25年） | 19               |
| 2014年（平成26年） | 15               |
| 2015年（平成27年） | 15               |
| 2016年（平成28年） | 15               |

## 相鄰車站
樽見鐵道
樽見線
Morera岐阜（TR07）－糸貫（TR08）－本巢（TR09）

## 註腳
1. ↑  曾根悟（日语：曽根悟）（監修）. 朝日新聞出版分冊百科編集部（編集） , 编. . 週刊朝日百科. 26号 長良川鉄道・明知鉄道・樽見鉄道・三岐鉄道・伊勢鉄道. 朝日新聞出版. 2011-09-18 （日语）.